# Назаренко Дмитро Миколайович (військовик)
Дмитро́ Микола́йович Наза́ренко (28 жовтня 1974, Кременчук, Полтавська область — 29 серпня 2014, Іловайськ, Донецька область) — сержант міліції, Міністерство внутрішніх справ України, міліціонер-кінолог 14-й батальйон патрульної служби міліції особливого призначення «Миротворець» ГУМВС України в Київській області.

## Життєпис
Закінчив Кременчуцьке ПТУ № 7 — художник, майстер-коваль.
Брав участь у бойових діях у Придністров'ї 1992 року. Протягом останніх 11 років Дмитро жив в селі Михайлівці Канівського району Черкащини, де був відомий як громадський активіст, член організації «Українське козацтво». 
Був учасником Революції Гідності 2013—2014.
Визволяв Слов’янськ, брав участь у боях під Дзержинськом.
У серпні 2014 року брав участь у боях за визволення Іловайська.
29 серпня 2014 виходив з оточення з-під Іловайська. Дістав поранення у легеню, після чого відходити далі вже не міг. Ліг з ручним кулеметом Калашникова на дорозі й у парі з Трассером, що помер пізніше, прикривав відхід побратимів. За свідченнями очевидців, знепритомнів від втрати крові. Дмитра переїхала українська БМП.
Вдома залишився син.
9 вересня 2014-го похований у Секторі загиблих Героїв Свіштовського кладовища Кременчука.

## Нагороди
- 29 вересня 2014 року — за особисту мужність і героїзм, виявлені у захисті державного суверенітету та територіальної цілісності України, вірність військовій присязі під час російсько-української війни, відзначений — нагороджений орденом «За мужність» III ступеня (посмертно).[3]

## Вшанування пам'яті
- Дмитро став прототипом одного з героїв вірша «Он выходил с под Иловайска» Володимира Царенка.[2]
- У Миргороді встановлено кований сонячний годинник, присвячений загиблому герою.
- 23 червня 2015 року на фасаді будівлі ВПУ-7 встановлена меморіальна дошка Олексію Древалю та Дмитру Назаренку[4][5]
- 26 вересня 2017 року на фасаді будівлі Кременчуцької загальноосвітньої школи-ліцею №11 встановлена меморіальна дошка Дмитру Назаренку[6].